# Référendum liechtensteinois de 2012
Un référendum a lieu au Liechtenstein le 1er juillet 2012 afin que la population s'exprime sur une potentielle réduction des pouvoirs exécutifs de la famille princière.

## Contexte
En 2003, les Liechtensteinois avaient accepté par référendum un accroissement des pouvoirs du Prince, lui accordant le pouvoir de renvoyer le gouvernement, de nommer les juges et de mettre son véto à toute législation, tout en lui retirant le pouvoir de gouverner par décret. Il obtenait ainsi davantage de pouvoir que tout autre monarque européen. Ce référendum avait été initié par le Prince Hans-Adam II, qui avait menacé de quitter le pays si le peuple votait 'non',.
En 2011, à quelques jours d'un référendum sur la légalisation de l'avortement, le prince régent Alois avait indiqué que si les citoyens votaient en faveur de l'avortement, il y mettrait son véto. Cet usage du pouvoir princier enclencha un débat sur la pertinence et la légitimité de telles prérogatives. Les opposants parvinrent à déclencher un référendum, qui se tient le 1er juillet 2012. Celui-ci propose de retirer à la famille princière le droit de mettre un véto aux décisions prises par référendum ; en revanche, elle conserverait le pouvoir de bloquer la législation adoptée par le Landtag (parlement). Le prince régent Alois indiqua avant le vote que, si la population votait 'oui', il se retirerait de la vie politique : « Il n'est pas question que la maison princière apporte sa caution à une politique qu'elle n'approuve pas »,.

## Résultat
Le taux de participation est de 82,9 %. Dans l'ensemble des onze circonscriptions du pays, les électeurs s'expriment en faveur du statu quo. Le « non » l'emporte avec 76,1 % (contre 23,9 % pour le « oui »). La famille princière conserve ainsi l'ensemble de ses pouvoirs.
Le prince Hans-Adam, dans un communiqué, salue « avec joie et reconnaissance » la décision d'une majorité de Liechtensteinois de « poursuivre le partenariat efficace et vieux de 300 ans entre le peuple et la maison princière ».